# Pereira Cão
José Maria Pereira Júnior conhecido por Pereira Cão (Setúbal, 21 de fevereiro de 1841 – Lisboa, 16 de janeiro de 1921 (79 anos)) foi um pintor e decorador português.

## Biografia
Matriculou-se no recém-criado Instituto Industrial de Lisboa e na Academia Nacional de Belas-Artes, que frequentou, no regime nocturno, durante três anos.
Trabalhou durante mais de 20 anos com Giuseppe Cinatti e com Achille Rambois.
Com estes mestres foi cenógrafo no Teatro Nacional de São Carlos.
Foi também presidente da Sociedade dos Artistas Lisbonenses e de várias agremiações civis e religiosas de Lisboa.
Foi discípulo, na azulejaria, de Luís Ferreira, conhecido por Ferreira das Tabuletas director da Fábrica de Cerâmica da Viúva Lamego e mais tarde foi ele próprio director da fábrica.

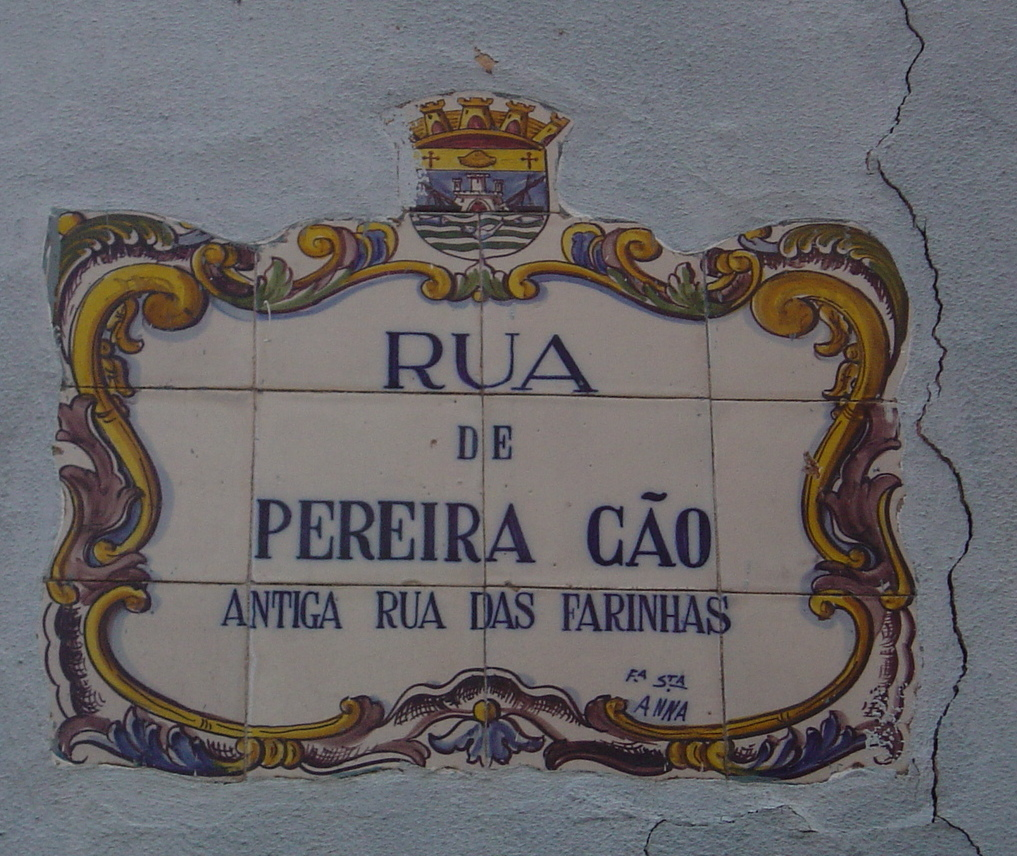

## Algumas obras
As suas obras encontram-se espalhadas um pouco por todo o país:
- Palácio da Ajuda, onde trabalhou nas obras de restauro realizadas quando do casamento do Rei D. Luis.
- Teatro Nacional de São Carlos onde trabalhou com os cenógrafos Rambois e Cinatti.
- Palácios dos Duques de Palmela em Lisboa, e  Azeitão.
- Decorou ainda os palácios de D. Luís Carneiro, à Anunciada, do Visconde de Coruche, do Conde de Fontalva, dos marqueses de Viana e da Praia e Monforte, de Flamiano Anjos.
- Pintura da cúpula dos Paços do Concelho de Lisboa, considerado o seu melhor trabalho.[2]
- Vestíbulo do Hospital de São José.
- Igreja de Nossa Senhora do Amparo (Benfica)
- Igreja Matriz de Nossa Senhora da Assunção (Cascais)
- Palácio do Raio
- Palacete Alves Machado[3]
- Palácio da Rosa (painéis de azulejo do átrio)[4]